# Батальйон поліції «Львів»
Батальйон поліції «Львів» — спецпідрозділ патрульної служби поліції особливого призначення Головного управління Національної поліції в Львівській області.

## Історія
Наказом Міністерства внутрішніх справ України № 352 від 16 квітня 2014 року у м. Львові був створений окремий батальйон патрульної служби міліції особливого призначення «Львів» ГУМВС України у Львівській області для несення служби в зоні бойових дій на території Донецької та Луганської областей.. Метою створення спецбатальйону було забезпечення захисту та охорони життя, прав, свобод та законних інтересів громадян, суспільства та держави від злочинних та інших протиправних посягань, охорона громадського порядку та забезпечення громадської безпеки на території,що постраждала від бойових дій, а також самої Львівської області. Львівська ОДА розробила заходи щодо матеріально-технічного забезпечення нового батальйону міліції.
До лав батальйону приймали осіб, віком від 20 до 35 років, визнаних придатними до проходження військової служби, за умов відсутності у них судимості. На службу також приймалися особи, звільнені з лав органів внутрішніх справ з званням молодшого начальницького складу.
У червні розпочалося інтенсивне бойове злагодження спецбатальйону. Не обійшлося без організаційних недоліків та пов'язаних з ними інцидентів. 27 червня за офіційною інформацією міліції розташування навчально-тренувального центру Внутрішніх військ у Золочеві через незадовільні побутові умови самовільно залишили 60 бійців батальйону. Спочатку було заявлено, що тренування займе три дні, потім його через дощі продовжили на тиждень. В результаті, особовий склад опинився без належного одягу і взуття у протікаючих наметах. Після цього на території навчально-тренувальної бази батальйону була проведена зустріч особового складу з начальником ГУ МВС України у Львівській області полковником міліції Дмитром Загарія на яку були запрошені журналісти та представники громадськості. За результатами перевірки 22 особи з батальйону написали рапорти на звільнення.
У липні 2014 року майбутні міліціонери пройшли вишкіл у навчально-тренувальному центрі «Верещиця» Львівського державного університету внутрішніх справ. Під час навчань бійці батальйону пройшли курс стрілецької підготовки з пістолета Макарова та автомата Калашникова, отримали навички з супроводження колон та їх захисту, а також освоїли тактику проведення зачисток у населених пунктах, лісовій місцевості, захисту блокпостів тощо. Допомогу у проведенні навчань надали також офіцери Західного оперативного територіального об'єднання Національної гвардії України, які провели з новобранцями практичні заняття з військово-інженерної та військово-медичної підготовки. Командиром батальйону спеціального призначення «Львів» був призначений старший лейтенант міліції Ігор Вольський; його заступником і командиром роти став колишній оперуповноважений по боротьбі з економічною злочинністю Зореслав Каїнський.
12 липня 2014 року бійці батальйону «Львів» склали присягу на вірність українському народові. На складанні присяги були присутні заступник Міністра внутрішніх справ Микола Величкович, керівник обласної міліції Дмитро Загарія, а також начальник Департаменту організації діяльності міліції особливого призначення Віктор Чалаван та ректор Львівського державного університету внутрішніх справ полковник міліції Валерій Середа.
Як заявив 24-річний Роман Борсакевич, який вже відслужив строкову службу у Внутрішніх військах, а потім вирішив вступити до лав спецбатальйону щоб захищати Україну: «Серед нас чимало активістів Євромайдану, є навіть колишні сотники. Усі вони вирішили, що сьогодні патріоти мусять одягати міліцейську форму».
24 липня 2014 року вирушив в зону АТО для участі в бойових діях проти терористів та російських загарбників.
17 серпня 2014 року бійцями батальйону було звільнено від проросійських терористів село Кримське Луганської області. Унаслідок бою загинув боєць батальйону Володимир Попович, 2 інших бійців отримали поранення.
З осені 2014 року батальйон несе службу, забезпечуючи охорону правопорядку, в Дебальцевому та його околицях, Станиці Луганській та її околицях.
В другій половині дня 10 лютого 2015 року під Логвиновим потрапили у засідку та були поранені начальник львівської обласної міліції Дмитро Загарія й командир батальйону спеціального призначення МВС «Львів» Ігор Вольський. Від вибуху фугасу загинув Дмитро Терновий — начальник УВБ на Львівській залізниці. Офіцери кілька годин тримали оборону та зуміли з боєм прорватися назустріч підоспілій підмозі — бійці спецбатальйону «Львів» та підрозділ Нацгвардії провели 3 бойових рейди для порятунку, з третьої спроби група із 8 бійців батальйону «Львів» на чолі з командиром роти — за підтримки ЗСУ — деблокували офіцерів .
В 2015 році у зв'язку з реорганізацією даний батальйон було перейменовано в батальйон патрульної служби поліції «Львів» Головного управління Національної поліції у Львівській області, який складається з 3-ох рот.
30 вересня 2016 року радник міністра внутрішніх справ України Іван Стойко та заступник начальника Головного управління Національної поліції у Львівській області полковник поліції Сергій Зюбаненко у Маріуполі, де відбувається ротація бійців батальйону поліції особливого призначення «Львів», кращих правоохоронців-учасників АТО  нагородили відзнаками Міністра внутрішніх справ України.

### Російське вторгнення 2022 року
Після 24 лютого 2022 року бійці батальйону продовжили виконувати завдання із захисту громадян України від агресії російських військ на сході України.
11 червня 2022 року з метою виконання бойових (спеціальних) завдань у взаємодії з підрозділами Міністерства оборони України, Національної гвардії України, Державної прикордонної служби України та іншими складовими сил оборони з відсічі і стримування збройної агресії російської федерації, забезпечення своєчасного реагування на зміни в оперативній обстановці було розгорнуто роботу Управління сил поліцейських операцій в складі оперативно-стратегічного угруповання військ «Хортиця». Під керівництво вказаного вище управління увійшли полки «Київ» та «Дніпро-1», а також батальони «Миротворець» та «Львів».
У взаємодії їз іншими підрозділами поліції та силами оборони України батальйон виконував завдання зокрема із оборони міста Бахнут в Донецькій області.

## Командування
- (2014—2015) майор міліції Вольський Ігор Григорович
- (2015—2017) майор поліції Віхоть Андрій Васильович
- (2017) майор поліції Цьорох Володимир Романович

Заступники
- (2014—2017) Дяків Роман
- (2014-2018) Соломійчук Василь Юрійович

## Втрати
- Попович Володимир Васильович, молодший сержант міліції, загинув 17 серпня 2014 року.
- Дорош Тарас Русланович, сержант міліції, загинув 14 січня 2015 року.
- Лехмінко Ігор Ігорович, прапорщик міліції, загинув 13 лютого 2015 року.
- Домченко Владислав Анатолійович, молодший сержант міліції, загинув 13 лютого 2015 року.
- Кубра Олег Богданович, молодший сержант, загинув 24 листопада 2015 року.
- Гуменчук Ігор Богданович, старший сержант, 26 лютого 2019[22]